# イリジ県
イリジ県（アラビア語: ولاية اليزي Illizi）は、アルジェリア南東部の県（ウィラーヤ）。県都はイリジである。北でワルグラ県、北東端でチュニジア、東でリビア、南でジャーネット県、西でタマンラセット県と隣接する。2008年国勢調査における人口は34,715人。
2019年12月に南部にあったジャーネット郡が、ジャーネット県として分離した。

## 行政区画
2つの郡（ダイラ）と4つの基礎自治体からなる。
地区
1. イリジ
2. （ジャーネット） - 分離
3. イナメナス

基礎自治体
1. ボルジ・オマール・ドリス
2. デブデブ
3. イリジ
4. イナメナス

## 天然資源
この地方は天然ガスが豊富である。そのなかで最も有望な地所のひとつであるアイン・ツィラ鉱区には、アイルランドのペトロセルティック・インターナショナル社が約57%を、イタリアのエネル社が18%を、アルジェリアの国営企業ソナトラックが残りを出資している。伝えられるところによれば、ペトロセルティック出資分の56.7%は8億米ドルから10億米ドルに相当するという。